# Scouting for Girls
Scouting For Girls er en rock/pop-gruppe fra Storbritannien. Bandet blev dannet i 2005 af forsangeren Roy Stride, som også spiller på guitar og keyboard, Greg Churchouse som spiller på bas og Pete Ellard som spiller på trommer.

## Diskografi
- Scouting For Girls (2008)
- Everybody Wants To Be On TV (2010)

| Musikgruppe | Spire Denne artikel om en britisk musikgruppe er en spire som bør udbygges. Du er velkommen til at hjælpe Wikipedia ved at udvide den. |